# Coutras
Coutras è un comune francese di 8 138 abitanti situato nel dipartimento della Gironda nella regione della Nuova Aquitania.
Nel territorio comunale il fiume Isle riceve le acque della Dronne.

## Società

### Evoluzione demografica
Abitanti censiti